# 武極理
武極理（？年—？年），滿洲鑲紅旗人， 繙譯鄉試中式舉人，繙譯會試中式進士。

## 生平
- 乾隆十三年，詹事府右贊善[2][3][4]
- 乾隆十五年，左中允[5][6]
- 乾隆十八年，任國子監滿祭酒[7]，十九年停[8][9]